# (28441) 2000 AE43
(28441) 2000 AE43 est un objet de la ceinture principale d'astéroïdes intérieure découvert en 2000.

## Description
(28441) 2000 AE43 a été découvert le 5 janvier 2000 à l'observatoire Magdalena Ridge, situé dans le comté de Socorro, au Nouveau-Mexique (États-Unis), par le projet Lincoln Near-Earth Asteroid Research (LINEAR).

### Caractéristiques orbitales
L'orbite de cet astéroïde est caractérisée par un demi-grand axe de 1,94 UA, un périhélie de 1,77 UA, une excentricité de 0,08 et une inclinaison de 24,16° par rapport à l'écliptique. Du fait de ces caractéristiques, à savoir un demi-grand axe inférieur à 2 UA et un périhélie supérieur à 1,666 UA, il est classé, selon la JPL Small-Body Database, objet de la ceinture principale d'astéroïdes intérieure.

### Caractéristiques physiques
(28441) 2000 AE43 a une magnitude absolue (H) de 16,0 et un albédo estimé à 0,389.